# Lista över insjöar i Sverige med namn som slutar med -göl (Småland P-Ö)
göl  ingår i namnet på följande insjöar i Sverige som har Wikipedia-artikel:

## Småland (P-Ö)
- Paddgöl, sjö i Emmaboda kommun och Småland 56°41′43″N 15°36′13″Ö / 56.69531°N 15.60350°Ö
- Penningagöl, sjö i Växjö kommun och Småland 57°13′28″N 14°44′21″Ö / 57.22452°N 14.73908°Ö
- Persgöl (Hjälmseryds socken, Småland), sjö i Sävsjö kommun och Småland 57°12′12″N 14°25′13″Ö / 57.20327°N 14.42034°Ö
- Persgöl (Vena socken, Småland), sjö i Hultsfreds kommun och Småland 57°28′52″N 15°55′32″Ö / 57.48105°N 15.92557°Ö
- Perstorpegöl, sjö i Vimmerby kommun och Småland 57°40′44″N 15°54′40″Ö / 57.67887°N 15.91114°Ö
- Pipegöl, sjö i Hultsfreds kommun och Småland 57°12′50″N 15°45′26″Ö / 57.21378°N 15.75723°Ö
- Pittorpsgöl, sjö i Oskarshamns kommun och Småland 57°26′35″N 16°29′51″Ö / 57.44303°N 16.49749°Ö
- Planagöl (Asa socken, Småland), sjö i Växjö kommun och Småland 57°13′30″N 14°46′36″Ö / 57.22511°N 14.77664°Ö
- Planagöl (Slätthögs socken, Småland), sjö i Alvesta kommun och Småland 57°05′17″N 14°24′40″Ö / 57.08804°N 14.41111°Ö
- Porsegöl (Tuna socken, Småland), sjö i Vimmerby kommun och Småland 57°35′05″N 16°03′22″Ö / 57.58475°N 16.05598°Ö
- Porsegöl (Tveta socken, Småland), sjö i Hultsfreds kommun och Småland 57°18′05″N 15°47′58″Ö / 57.30152°N 15.79958°Ö
- Porsgöl (Fågelfors socken, Småland), sjö i Högsby kommun och Småland 57°08′20″N 15°49′25″Ö / 57.13899°N 15.82356°Ö
- Porsgöl (Mönsterås socken, Småland), sjö i Mönsterås kommun och Småland 57°05′26″N 16°23′15″Ö / 57.09068°N 16.38750°Ö
- Prästabygda göl, sjö i Älmhults kommun och Småland 56°30′28″N 13°50′05″Ö / 56.50776°N 13.83473°Ö
- Prästgöl, sjö i Vimmerby kommun och Småland 57°47′43″N 16°02′58″Ö / 57.79523°N 16.04953°Ö
- Pråmmegöl, sjö i Vimmerby kommun och Småland 57°36′11″N 16°06′25″Ö / 57.60313°N 16.10695°Ö
- Pukagöl, sjö i Vetlanda kommun och Småland 57°16′50″N 15°19′18″Ö / 57.28065°N 15.32175°Ö
- Pukegöl (Tveta socken, Småland), sjö i Hultsfreds kommun och Småland 57°17′40″N 15°47′10″Ö / 57.29452°N 15.78598°Ö
- Pukegöl (Västrums socken, Småland), sjö i Västerviks kommun och Småland 57°42′33″N 16°34′04″Ö / 57.70922°N 16.56765°Ö
- Pukgöl (Rumskulla socken, Småland), sjö i Vimmerby kommun och Småland 57°43′05″N 15°37′11″Ö / 57.71793°N 15.61963°Ö
- Pukgöl (Tryserums socken, Småland), sjö i Valdemarsviks kommun och Småland 58°09′56″N 16°25′27″Ö / 58.16567°N 16.42430°Ö
- Pålavikagöl, sjö i Nybro kommun och Småland 56°51′33″N 15°42′16″Ö / 56.85923°N 15.70441°Ö
- Raglebogöl, sjö i Högsby kommun och Småland 57°07′41″N 15°42′33″Ö / 57.12809°N 15.70913°Ö
- Ragnegöl, sjö i Hultsfreds kommun och Småland 57°25′49″N 15°45′20″Ö / 57.43019°N 15.75561°Ö
- Rammgöl, sjö i Västerviks kommun och Småland 58°05′41″N 16°33′32″Ö / 58.09474°N 16.55889°Ö
- Ramnagöl, sjö i Vetlanda kommun och Småland 57°21′30″N 15°24′39″Ö / 57.35837°N 15.41094°Ö
- Ramnebo Gatgöl, sjö i Oskarshamns kommun och Småland 57°30′07″N 16°27′35″Ö / 57.50204°N 16.45974°Ö
- Ransgöl, sjö i Nybro kommun och Småland 57°01′52″N 15°55′08″Ö / 57.03110°N 15.91902°Ö
- Ringsfallegöl, sjö i Västerviks kommun och Småland 57°50′20″N 16°12′05″Ö / 57.83884°N 16.20151°Ö
- Risagöl, sjö i Hultsfreds kommun och Småland 57°15′59″N 15°30′45″Ö / 57.26634°N 15.51237°Ö
- Rismåla göl, sjö i Nybro kommun och Småland 56°45′49″N 15°52′42″Ö / 56.76361°N 15.87832°Ö
- Rosendalsgöl, sjö i Västerviks kommun och Småland 58°06′35″N 16°19′35″Ö / 58.10963°N 16.32647°Ö
- Rudgöl (Bäckebo socken, Småland), sjö i Nybro kommun och Småland 56°56′15″N 16°00′59″Ö / 56.93749°N 16.01632°Ö
- Rudgöl (Dalhems socken, Småland), sjö i Västerviks kommun och Småland 57°59′10″N 16°14′49″Ö / 57.98621°N 16.24708°Ö
- Rudgöl (Nottebäcks socken, Småland), sjö i Uppvidinge kommun och Småland 57°11′26″N 15°06′05″Ö / 57.19062°N 15.10146°Ö
- Rudugöl, sjö i Vetlanda kommun och Småland 57°23′02″N 15°23′13″Ö / 57.38379°N 15.38706°Ö
- Ruggegöl, sjö i Hultsfreds kommun och Småland 57°17′52″N 15°59′03″Ö / 57.29789°N 15.98403°Ö
- Rullagöl, sjö i Vetlanda kommun och Småland 57°14′18″N 14°52′20″Ö / 57.23834°N 14.87217°Ö
- Rummegöl, sjö i Hultsfreds kommun och Småland 57°22′51″N 15°57′49″Ö / 57.38089°N 15.96365°Ö
- Rumpe göl, sjö i Tingsryds kommun och Småland 56°29′57″N 14°49′43″Ö / 56.49926°N 14.82855°Ö
- Rumskullagöl, sjö i Västerviks kommun och Småland 57°58′15″N 16°12′46″Ö / 57.97079°N 16.21276°Ö
- Rundfallegöl, sjö i Västerviks kommun och Småland 57°34′31″N 16°22′05″Ö / 57.57531°N 16.36796°Ö
- Runkegöl, sjö i Värnamo kommun och Småland 57°07′59″N 13°56′49″Ö / 57.13294°N 13.94696°Ö
- Ruvegöl, sjö i Nybro kommun och Småland 56°54′56″N 15°31′57″Ö / 56.91545°N 15.53253°Ö
- Ryagöl, sjö i Vetlanda kommun och Småland 57°15′29″N 15°08′20″Ö / 57.25817°N 15.13878°Ö
- Ryggegöl, sjö i Uppvidinge kommun och Småland 56°55′25″N 15°36′47″Ö / 56.92360°N 15.61294°Ö
- Ryssegöl, sjö i Växjö kommun och Småland 57°07′55″N 14°37′47″Ö / 57.13186°N 14.62961°Ö
- Rävegöl, sjö i Vetlanda kommun och Småland 57°17′23″N 15°04′15″Ö / 57.28967°N 15.07071°Ö
- Råsa göl, sjö i Uppvidinge kommun och Småland 56°53′04″N 15°11′48″Ö / 56.88445°N 15.19664°Ö
- Råsagöl, sjö i Alvesta kommun och Småland 57°07′08″N 14°29′37″Ö / 57.11883°N 14.49349°Ö
- Röda Göl, sjö i Tingsryds kommun och Småland 56°27′43″N 14°51′29″Ö / 56.46204°N 14.85805°Ö
- Rödegöl, sjö i Vetlanda kommun och Småland 57°20′36″N 15°11′13″Ö / 57.34337°N 15.18689°Ö
- Rödgöl (Fågelfors socken, Småland), sjö i Högsby kommun och Småland 57°10′04″N 15°48′10″Ö / 57.16782°N 15.80274°Ö
- Rödgöl (Hannäs socken, Småland), sjö i Åtvidabergs kommun och Småland 58°11′35″N 16°16′26″Ö / 58.19307°N 16.27378°Ö
- Rödgöl (Vena socken, Småland), sjö i Hultsfreds kommun och Småland 57°31′58″N 16°00′00″Ö / 57.53277°N 16.00003°Ö
- Rögöl (Gårdveda socken, Småland), sjö i Hultsfreds kommun och Småland 57°23′07″N 15°40′36″Ö / 57.38541°N 15.67669°Ö
- Rögöl (Hallingebergs socken, Småland), sjö i Västerviks kommun och Småland 57°48′28″N 16°23′02″Ö / 57.80770°N 16.38401°Ö
- Rögöl (Hjorteds socken, Småland, 638362-152905), sjö i Västerviks kommun och Småland 57°34′36″N 16°17′27″Ö / 57.57679°N 16.29076°Ö
- Rögöl (Hjorteds socken, Småland, 638889-152916), sjö i Västerviks kommun och Småland 57°37′27″N 16°17′36″Ö / 57.62410°N 16.29323°Ö
- Rögöl (Kristdala socken, Småland), sjö i Oskarshamns kommun och Småland 57°21′37″N 16°18′34″Ö / 57.36014°N 16.30934°Ö
- Rösgöl, sjö i Västerviks kommun och Småland 57°34′22″N 16°17′06″Ö / 57.57268°N 16.28502°Ö
- Sandbäckshultegöl, sjö i Mönsterås kommun och Småland 56°59′51″N 16°14′59″Ö / 56.99740°N 16.24981°Ö
- Sandebogöl, sjö i Vetlanda kommun och Småland 57°16′32″N 15°00′10″Ö / 57.27552°N 15.00269°Ö
- Sandgöl (Södra Vi socken, Småland), sjö i Vimmerby kommun och Småland 57°43′59″N 15°46′59″Ö / 57.73315°N 15.78305°Ö
- Sandgöl (Vena socken, Småland), sjö i Hultsfreds kommun och Småland 57°28′00″N 16°03′23″Ö / 57.46667°N 16.05634°Ö
- Sarvegöl (Döderhults socken, Småland), sjö i Oskarshamns kommun och Småland 57°17′34″N 16°11′03″Ö / 57.29278°N 16.18403°Ö
- Sarvegöl (Fågelfors socken, Småland), sjö i Högsby kommun och Småland 57°12′48″N 15°49′05″Ö / 57.21343°N 15.81796°Ö
- Sarvegöl (Gladhammars socken, Småland), sjö i Västerviks kommun och Småland 57°39′23″N 16°26′46″Ö / 57.65647°N 16.44610°Ö
- Sarvgöl (Blackstads socken, Småland), sjö i Västerviks kommun och Småland 57°43′21″N 16°12′03″Ö / 57.72257°N 16.20074°Ö
- Sarvgöl (Hallingebergs socken, Småland), sjö i Västerviks kommun och Småland 57°48′03″N 16°20′06″Ö / 57.80091°N 16.33497°Ö
- Sarvgöl (Hjorteds socken, Småland, 637774-153318), sjö i Västerviks kommun och Småland 57°31′25″N 16°21′32″Ö / 57.52372°N 16.35899°Ö
- Sarvgöl (Hjorteds socken, Småland, 638784-153847), sjö i Västerviks kommun och Småland 57°36′50″N 16°26′56″Ö / 57.61398°N 16.44887°Ö
- Sarvgöl (Hjorteds socken, Småland, 639104-152347), sjö i Västerviks kommun och Småland 57°38′37″N 16°11′54″Ö / 57.64374°N 16.19821°Ö
- Silverbäckegöl, sjö i Högsby kommun och Småland 57°11′11″N 16°04′40″Ö / 57.18638°N 16.07776°Ö
- Sinnergöl, sjö i Högsby kommun och Småland 57°05′27″N 16°03′21″Ö / 57.09097°N 16.05595°Ö
- Sixgöl, sjö i Västerviks kommun och Småland 57°50′12″N 16°09′38″Ö / 57.83663°N 16.16058°Ö
- Sjöbogöl (Gällaryds socken, Småland), sjö i Värnamo kommun och Småland 57°08′44″N 14°20′05″Ö / 57.14563°N 14.33477°Ö
- Sjöbogöl (Järeda socken, Småland), sjö i Hultsfreds kommun och Småland 57°27′18″N 15°30′46″Ö / 57.45491°N 15.51285°Ö
- Skabo göl, sjö i Nässjö kommun och Småland 57°41′22″N 14°33′29″Ö / 57.68937°N 14.55794°Ö
- Skallegöl, sjö i Hultsfreds kommun och Småland 57°28′52″N 15°39′49″Ö / 57.48103°N 15.66351°Ö
- Skarbogöl, sjö i Sävsjö kommun och Småland 57°27′30″N 14°27′05″Ö / 57.45847°N 14.45135°Ö
- Skarpegöl, sjö i Västerviks kommun och Småland 57°55′08″N 16°22′55″Ö / 57.91887°N 16.38192°Ö
- Skaveråsa göl, sjö i Värnamo kommun och Småland 57°08′46″N 14°15′53″Ö / 57.14614°N 14.26486°Ö
- Skebo göl, sjö i Vimmerby kommun och Småland 57°34′36″N 16°08′27″Ö / 57.57674°N 16.14083°Ö
- Skeppegöl, sjö i Nybro kommun och Småland 56°51′55″N 15°33′42″Ö / 56.86523°N 15.56176°Ö
- Skeppsgöl, sjö i Hultsfreds kommun och Småland 57°14′20″N 15°34′59″Ö / 57.23892°N 15.58314°Ö
- Skiftingsgöl, sjö i Hultsfreds kommun och Småland 57°21′17″N 15°56′37″Ö / 57.35478°N 15.94360°Ö
- Skinnaregöl, sjö i Oskarshamns kommun och Småland 57°20′30″N 16°05′52″Ö / 57.34159°N 16.09784°Ö
- Skiregöl, sjö i Vimmerby kommun och Småland 57°37′57″N 15°47′17″Ö / 57.63240°N 15.78797°Ö
- Skirgöl, sjö i Valdemarsviks kommun och Småland 58°07′39″N 16°34′15″Ö / 58.12762°N 16.57078°Ö
- Skogsgöl, sjö i Vetlanda kommun och Småland 57°11′39″N 14°53′00″Ö / 57.19424°N 14.88320°Ö
- Skrabbgöl, sjö i Mönsterås kommun och Småland 57°14′25″N 16°16′57″Ö / 57.24028°N 16.28253°Ö
- Skrikegöl, sjö i Hultsfreds kommun och Småland 57°33′24″N 15°51′53″Ö / 57.55661°N 15.86485°Ö
- Skruvagöl (Bergs socken, Småland), sjö i Växjö kommun och Småland 57°09′05″N 14°39′02″Ö / 57.15136°N 14.65047°Ö
- Skruvagöl (Lenhovda socken, Småland), sjö i Uppvidinge kommun och Småland 56°53′47″N 15°30′03″Ö / 56.89652°N 15.50084°Ö
- Skruvgöl, sjö i Emmaboda kommun och Småland 56°34′42″N 15°41′27″Ö / 56.57840°N 15.69085°Ö
- Skrängöl, sjö i Västerviks kommun och Småland 58°00′45″N 16°01′37″Ö / 58.01237°N 16.02698°Ö
- Skräplegöl, sjö i Hultsfreds kommun och Småland 57°17′31″N 15°56′25″Ö / 57.29193°N 15.94022°Ö
- Skuggebogöl, sjö i Värnamo kommun och Småland 57°12′41″N 14°23′03″Ö / 57.21131°N 14.38429°Ö
- Skuntagöl, sjö i Tingsryds kommun och Småland 56°32′59″N 15°20′19″Ö / 56.54965°N 15.33861°Ö
- Skurugöl, sjö i Hultsfreds kommun och Småland 57°20′15″N 15°40′35″Ö / 57.33755°N 15.67636°Ö
- Skäftesgöl, sjö i Nässjö kommun och Småland 57°39′44″N 14°28′47″Ö / 57.66217°N 14.47979°Ö
- Skäggagöl, sjö i Jönköpings kommun och Småland 57°41′27″N 14°24′52″Ö / 57.69084°N 14.41452°Ö
- Skäggöl, sjö i Västerviks kommun och Småland 57°33′27″N 16°16′23″Ö / 57.55738°N 16.27313°Ö
- Skälsgöl (Hallingebergs socken, Småland), sjö i Västerviks kommun och Småland 57°51′29″N 16°16′41″Ö / 57.85815°N 16.27803°Ö
- Skälsgöl (Lidhults socken, Småland), sjö i Ljungby kommun och Småland 56°50′37″N 13°28′05″Ö / 56.84349°N 13.46815°Ö
- Skälsgöl (Vena socken, Småland), sjö i Hultsfreds kommun och Småland 57°28′40″N 16°01′23″Ö / 57.47778°N 16.02308°Ö
- Skäregöl, sjö i Nybro kommun och Småland 56°56′43″N 15°58′06″Ö / 56.94528°N 15.96839°Ö
- Skärgöl (Asa socken, Småland), sjö i Växjö kommun och Småland 57°13′04″N 14°48′01″Ö / 57.21767°N 14.80019°Ö
- Skärgöl (Hjorteds socken, Småland), sjö i Västerviks kommun och Småland 57°35′04″N 16°15′38″Ö / 57.58454°N 16.26044°Ö
- Skärgöl (Källeryds socken, Småland), sjö i Gnosjö kommun och Småland 57°20′51″N 13°39′47″Ö / 57.34739°N 13.66316°Ö
- Skärgöl (Långasjö socken, Småland), sjö i Emmaboda kommun och Småland 56°30′31″N 15°23′50″Ö / 56.50863°N 15.39726°Ö
- Skärgöl (Ramkvilla socken, Småland), sjö i Vetlanda kommun och Småland 57°08′43″N 14°55′57″Ö / 57.14520°N 14.93250°Ö
- Skärgöl (Vissefjärda socken, Småland), sjö i Emmaboda kommun och Småland 56°34′08″N 15°43′49″Ö / 56.56900°N 15.73025°Ö
- Skärgöl (Åseda socken, Småland), sjö i Uppvidinge kommun och Småland 57°06′29″N 15°23′44″Ö / 57.10815°N 15.39562°Ö
- Skärsjögöl, sjö i Uppvidinge kommun och Småland 56°55′40″N 15°23′19″Ö / 56.92772°N 15.38874°Ö
- Sköglegöl, sjö i Högsby kommun och Småland 57°12′15″N 15°33′06″Ö / 57.20420°N 15.55158°Ö
- Sköldseryds göl, sjö i Aneby kommun och Småland 57°52′16″N 14°41′13″Ö / 57.87106°N 14.68681°Ö
- Sköldsgöl, sjö i Uppvidinge kommun och Småland 57°10′52″N 15°25′11″Ö / 57.18123°N 15.41962°Ö
- Sköregöl, sjö i Högsby kommun och Småland 57°12′06″N 15°53′50″Ö / 57.20155°N 15.89721°Ö
- Slyegöl, sjö i Västerviks kommun och Småland 57°36′23″N 16°30′14″Ö / 57.60651°N 16.50377°Ö
- Släthultagöl (Tuna socken, Småland, 637959-152829), sjö i Vimmerby kommun och Småland 57°32′26″N 16°16′39″Ö / 57.54066°N 16.27759°Ö
- Släthultagöl (Tuna socken, Småland, 637962-152793), sjö i Vimmerby kommun och Småland 57°32′27″N 16°16′18″Ö / 57.54095°N 16.27158°Ö
- Slättfallegöl, sjö i Vimmerby kommun och Småland 57°36′51″N 15°56′46″Ö / 57.61419°N 15.94609°Ö
- Smedgöl (Hannäs socken, Småland), sjö i Åtvidabergs kommun och Småland 58°08′42″N 16°16′47″Ö / 58.14501°N 16.27961°Ö
- Smedgöl (Vissefjärda socken, Småland), sjö i Emmaboda kommun och Småland 56°30′37″N 15°26′17″Ö / 56.51020°N 15.43817°Ö
- Snipgöl, sjö i Västerviks kommun och Småland 57°57′45″N 16°17′50″Ö / 57.96250°N 16.29713°Ö
- Snokebogöl, sjö i Vimmerby kommun och Småland 57°43′50″N 15°54′00″Ö / 57.73042°N 15.89987°Ö
- Snällegöl, sjö i Hultsfreds kommun och Småland 57°14′07″N 15°35′58″Ö / 57.23526°N 15.59955°Ö
- Snärjegöl, sjö i Kalmar kommun och Småland 56°36′26″N 15°55′36″Ö / 56.60714°N 15.92671°Ö
- Snårgöl, sjö i Hultsfreds kommun och Småland 57°34′37″N 15°44′22″Ö / 57.57699°N 15.73952°Ö
- Springsgöl, sjö i Gnosjö kommun och Småland 57°26′10″N 13°46′14″Ö / 57.43612°N 13.77056°Ö
- Sprätgöl, sjö i Hultsfreds kommun och Småland 57°25′41″N 16°03′33″Ö / 57.42815°N 16.05907°Ö
- Sputtgöl (Hjorteds socken, Småland), sjö i Västerviks kommun och Småland 57°34′01″N 16°23′57″Ö / 57.56681°N 16.39924°Ö
- Sputtgöl (Ukna socken, Småland), sjö i Västerviks kommun och Småland 58°05′57″N 16°11′53″Ö / 58.09905°N 16.19794°Ö
- Spånggöl, sjö i Västerviks kommun och Småland 57°38′28″N 16°14′48″Ö / 57.64098°N 16.24674°Ö
- Stackagöl, sjö i Hylte kommun och Småland 56°52′06″N 13°22′51″Ö / 56.86823°N 13.38082°Ö
- Staffansgöl, sjö i Emmaboda kommun och Småland 56°30′47″N 15°21′57″Ö / 56.51311°N 15.36586°Ö
- Stampgöl, sjö i Vimmerby kommun och Småland 57°42′23″N 15°37′34″Ö / 57.70644°N 15.62623°Ö
- Starkegöl, sjö i Vetlanda kommun och Småland 57°16′22″N 14°58′36″Ö / 57.27274°N 14.97656°Ö
- Stavragöl, sjö i Alvesta kommun och Småland 56°53′35″N 14°25′56″Ö / 56.89303°N 14.43234°Ö
- Stengöl (Dalhems socken, Småland), sjö i Västerviks kommun och Småland 58°03′52″N 16°05′50″Ö / 58.06448°N 16.09710°Ö
- Stengöl (Fågelfors socken, Småland), sjö i Högsby kommun och Småland 57°10′01″N 15°51′02″Ö / 57.16700°N 15.85051°Ö
- Stensjögöl, sjö i Hultsfreds kommun och Småland 57°21′19″N 16°03′02″Ö / 57.35534°N 16.05060°Ö
- Stensö göl, sjö i Uppvidinge kommun och Småland 56°52′30″N 15°10′39″Ö / 56.87493°N 15.17744°Ö
- Stickgöl, sjö i Västerviks kommun och Småland 58°05′32″N 16°14′32″Ö / 58.09226°N 16.24229°Ö
- Stigagöl, sjö i Vetlanda kommun och Småland 57°20′54″N 15°25′34″Ö / 57.34845°N 15.42600°Ö
- Stockebogöl, sjö i Hultsfreds kommun och Småland 57°26′40″N 15°46′05″Ö / 57.44438°N 15.76808°Ö
- Stockegöl (Högsby socken, Småland), sjö i Högsby kommun och Småland 57°06′10″N 15°58′55″Ö / 57.10268°N 15.98194°Ö
- Stockegöl (Kråksmåla socken, Småland), sjö i Nybro kommun och Småland 57°02′25″N 15°58′20″Ö / 57.04029°N 15.97209°Ö
- Stockegöl (Nottebäcks socken, Småland), sjö i Uppvidinge kommun och Småland 57°09′08″N 15°15′13″Ö / 57.15232°N 15.25354°Ö
- Stockgöl, sjö i Vetlanda kommun och Småland 57°19′44″N 15°02′06″Ö / 57.32897°N 15.03489°Ö
- Stora Alspångegöl, sjö i Västerviks kommun och Småland 57°39′37″N 16°20′10″Ö / 57.66021°N 16.33610°Ö
- Stora Berkegöl (Bäckebo socken, Småland), sjö i Nybro kommun och Småland 56°56′47″N 16°02′45″Ö / 56.94651°N 16.04595°Ö
- Stora Berkegöl (Kråksmåla socken, Småland), sjö i Nybro kommun och Småland 57°00′43″N 15°55′30″Ö / 57.01187°N 15.92489°Ö
- Stora Björkegöl (Blädinge socken, Småland), sjö i Alvesta kommun och Småland 56°49′52″N 14°31′50″Ö / 56.83102°N 14.53045°Ö
- Stora Björkegöl (Lenhovda socken, Småland), sjö i Uppvidinge kommun och Småland 56°53′56″N 15°28′26″Ö / 56.89879°N 15.47391°Ö
- Stora Björngöl, sjö i Västerviks kommun och Småland 58°00′22″N 16°14′22″Ö / 58.00599°N 16.23955°Ö
- Stora Burgöl, sjö i Åtvidabergs kommun och Småland 58°10′49″N 16°15′20″Ö / 58.18029°N 16.25543°Ö
- Stora Eskilsgöl, sjö i Högsby kommun och Småland 56°59′52″N 16°03′32″Ö / 56.99767°N 16.05878°Ö
- Stora Galtgöl, sjö i Västerviks kommun och Småland 57°44′34″N 16°12′42″Ö / 57.74291°N 16.21171°Ö
- Stora Getgöl, sjö i Västerviks kommun och Småland 57°35′41″N 16°17′02″Ö / 57.59478°N 16.28381°Ö
- Stora Goddegöl, sjö i Nybro kommun och Småland 56°58′23″N 15°57′52″Ö / 56.97313°N 15.96456°Ö
- Stora Göl (Blackstads socken, Småland), sjö i Västerviks kommun och Småland 57°50′02″N 16°08′33″Ö / 57.83398°N 16.14254°Ö
- Stora Göl (Bäckebo socken, Småland), sjö i Nybro kommun och Småland 56°54′39″N 15°50′51″Ö / 56.91072°N 15.84742°Ö
- Stora Göl (Fliseryds socken, Småland), sjö i Mönsterås kommun och Småland 57°10′53″N 16°21′58″Ö / 57.18147°N 16.36610°Ö
- Stora Göl (Högsby socken, Småland), sjö i Högsby kommun och Småland 57°06′48″N 15°49′23″Ö / 57.11340°N 15.82305°Ö
- Stora Göl (Loftahammars socken, Småland), sjö i Västerviks kommun och Småland 57°53′54″N 16°37′29″Ö / 57.89832°N 16.62460°Ö
- Stora Göl (Stenberga socken, Småland), sjö i Vetlanda kommun och Småland 57°19′44″N 15°28′13″Ö / 57.32900°N 15.47020°Ö
- Stora Göl (Södra Sandsjö socken, Småland, 626469-145630), sjö i Tingsryds kommun och Småland 56°30′28″N 15°05′44″Ö / 56.50772°N 15.09550°Ö
- Stora Göl (Södra Sandsjö socken, Småland, 626671-145710), sjö i Tingsryds kommun och Småland 56°31′33″N 15°06′29″Ö / 56.52594°N 15.10816°Ö
- Stora Haggöl, sjö i Vimmerby kommun och Småland 57°47′31″N 15°55′56″Ö / 57.79199°N 15.93215°Ö
- Stora Hemgöl, sjö i Vimmerby kommun och Småland 57°42′08″N 16°08′29″Ö / 57.70236°N 16.14132°Ö
- Stora Hultsgöl, sjö i Vetlanda kommun och Småland 57°15′51″N 15°04′46″Ö / 57.26404°N 15.07934°Ö
- Stora Igelgöl, sjö i Västerviks kommun och Småland 57°46′14″N 16°10′27″Ö / 57.77059°N 16.17421°Ö
- Stora Karsgöl, sjö i Västerviks kommun och Småland 57°33′50″N 16°21′31″Ö / 57.56385°N 16.35859°Ö
- Stora Kroppgöl, sjö i Lessebo kommun och Småland 56°52′57″N 15°30′38″Ö / 56.88263°N 15.51046°Ö
- Stora Kättilsgöl, sjö i Västerviks kommun och Småland 57°37′57″N 16°13′37″Ö / 57.63242°N 16.22705°Ö
- Stora Kättlagöl, sjö i Lessebo kommun och Småland 56°53′35″N 15°28′58″Ö / 56.89298°N 15.48265°Ö
- Stora Ljunggöl, sjö i Gislaveds kommun och Småland 57°28′15″N 13°48′12″Ö / 57.47086°N 13.80347°Ö
- Stora Ljusgöl, sjö i Västerviks kommun och Småland 57°47′47″N 16°23′39″Ö / 57.79643°N 16.39426°Ö
- Stora Lockegöl, sjö i Mönsterås kommun och Småland 57°10′38″N 16°11′20″Ö / 57.17729°N 16.18897°Ö
- Stora Långgöl, sjö i Hultsfreds kommun och Småland 57°26′34″N 16°02′42″Ö / 57.44290°N 16.04502°Ö
- Stora Mogöl, sjö i Uppvidinge kommun och Småland 57°09′47″N 15°11′06″Ö / 57.16305°N 15.18512°Ö
- Stora Mörtgöl, sjö i Åtvidabergs kommun och Småland 58°13′09″N 16°11′12″Ö / 58.21921°N 16.18667°Ö
- Stora Porsagöl, sjö i Gislaveds kommun och Småland 57°30′36″N 13°47′58″Ö / 57.51005°N 13.79932°Ö
- Stora Ringsgöl, sjö i Västerviks kommun och Småland 57°36′02″N 16°19′17″Ö / 57.60047°N 16.32135°Ö
- Stora Rudgöl, sjö i Vimmerby kommun och Småland 57°40′42″N 15°59′47″Ö / 57.67823°N 15.99645°Ö
- Stora Råsgöl, sjö i Högsby kommun och Småland 56°57′58″N 16°03′41″Ö / 56.96623°N 16.06136°Ö
- Stora Rödgöl, sjö i Åtvidabergs kommun och Småland 58°09′41″N 16°14′46″Ö / 58.16147°N 16.24602°Ö
- Stora Rögöl, sjö i Oskarshamns kommun och Småland 57°31′30″N 16°32′36″Ö / 57.52493°N 16.54344°Ö
- Stora Sarvgöl, sjö i Västerviks kommun och Småland 58°03′18″N 16°06′02″Ö / 58.05496°N 16.10058°Ö
- Stora Skärgöl, sjö i Uppvidinge kommun och Småland 57°11′26″N 15°12′17″Ö / 57.19044°N 15.20467°Ö
- Stora Skärsgöl (Långemåla socken, Småland), sjö i Högsby kommun och Småland 56°59′50″N 16°07′40″Ö / 56.99724°N 16.12788°Ö
- Stora Skärsgöl (Mörlunda socken, Småland), sjö i Hultsfreds kommun och Småland 57°18′15″N 15°56′57″Ö / 57.30422°N 15.94906°Ö
- Stora Stutgöl, sjö i Västerviks kommun och Småland 58°00′28″N 16°02′42″Ö / 58.00767°N 16.04505°Ö
- Stora Svartegöl, sjö i Gislaveds kommun och Småland 57°30′19″N 13°47′14″Ö / 57.50518°N 13.78724°Ö
- Stora Sänkegöl, sjö i Vaggeryds kommun och Småland 57°28′50″N 13°58′39″Ö / 57.48060°N 13.97752°Ö
- Stora Söregöl, sjö i Oskarshamns kommun och Småland 57°26′06″N 16°22′15″Ö / 57.43513°N 16.37097°Ö
- Stora Tranegöl, sjö i Hultsfreds kommun och Småland 57°27′31″N 16°07′43″Ö / 57.45852°N 16.12859°Ö
- Stora Tvegöl, sjö i Västerviks kommun och Småland 57°58′01″N 16°17′01″Ö / 57.96695°N 16.28351°Ö
- Stora Tvägöl, sjö i Vimmerby kommun och Småland 57°41′43″N 16°09′19″Ö / 57.69540°N 16.15517°Ö
- Stora Tvågöl, sjö i Gislaveds kommun och Småland 57°30′33″N 13°47′08″Ö / 57.50920°N 13.78552°Ö
- Stora Uttergöl, sjö i Oskarshamns kommun och Småland 57°22′18″N 16°24′21″Ö / 57.37166°N 16.40590°Ö
- Stora Värmgöl, sjö i Västerviks kommun och Småland 58°02′43″N 16°13′26″Ö / 58.04537°N 16.22377°Ö
- Stora Vårgöl, sjö i Uppvidinge kommun och Småland 57°06′02″N 15°15′20″Ö / 57.10052°N 15.25546°Ö
- Stora Ålsjögöl, sjö i Vimmerby kommun och Småland 57°43′46″N 15°35′54″Ö / 57.72956°N 15.59825°Ö
- Store Göl, sjö i Jönköpings kommun och Småland 57°38′27″N 14°09′19″Ö / 57.64075°N 14.15536°Ö
- Store göl, sjö i Vetlanda kommun och Småland 57°18′35″N 15°25′37″Ö / 57.30966°N 15.42707°Ö
- Storegöl (Gnosjö socken, Småland), sjö i Gnosjö kommun och Småland 57°22′09″N 13°44′06″Ö / 57.36916°N 13.73504°Ö
- Storegöl (Järsnäs socken, Småland), sjö i Jönköpings kommun och Småland 57°45′16″N 14°31′23″Ö / 57.75439°N 14.52311°Ö
- Storegöl (Karlstorps socken, Småland), sjö i Vetlanda kommun och Småland 57°31′11″N 15°34′28″Ö / 57.51968°N 15.57441°Ö
- Storegöl (Kråkshults socken, Småland), sjö i Eksjö kommun och Småland 57°31′55″N 15°27′08″Ö / 57.53197°N 15.45230°Ö
- Storegöl (Kulltorps socken, Småland), sjö i Värnamo kommun och Småland 57°12′00″N 13°47′10″Ö / 57.20006°N 13.78622°Ö
- Storegöl (Linneryds socken, Småland), sjö i Tingsryds kommun och Småland 56°36′04″N 15°12′03″Ö / 56.60123°N 15.20088°Ö
- Storegöl (Stenberga socken, Småland), sjö i Vetlanda kommun och Småland 57°18′35″N 15°25′37″Ö / 57.30966°N 15.42707°Ö
- Storegöl (Tingsås socken, Småland), sjö i Tingsryds kommun och Småland 56°27′49″N 14°56′41″Ö / 56.46348°N 14.94481°Ö
- Storegöl (Åseda socken, Småland), sjö i Uppvidinge kommun och Småland 57°09′53″N 15°33′44″Ö / 57.16471°N 15.56210°Ö
- Storegöl (Ödestugu socken, Småland), sjö i Jönköpings kommun och Småland 57°32′59″N 14°18′29″Ö / 57.54971°N 14.30815°Ö
- Storgöl (Gladhammars socken, Småland), sjö i Västerviks kommun och Småland 57°41′18″N 16°23′26″Ö / 57.68843°N 16.39050°Ö
- Storgöl (Gärdserums socken, Småland), sjö i Åtvidabergs kommun och Småland 58°06′05″N 16°09′45″Ö / 58.10140°N 16.16252°Ö
- Storgöl (Hallingebergs socken, Småland), sjö i Västerviks kommun och Småland 57°47′56″N 16°17′37″Ö / 57.79883°N 16.29356°Ö
- Storgöl (Locknevi socken, Småland), sjö i Vimmerby kommun och Småland 57°46′57″N 15°58′49″Ö / 57.78241°N 15.98036°Ö
- Storgöl (Målilla socken, Småland), sjö i Hultsfreds kommun och Småland 57°25′26″N 15°49′11″Ö / 57.42391°N 15.81986°Ö
- Storgöl (Västrums socken, Småland), sjö i Västerviks kommun och Småland 57°38′33″N 16°36′30″Ö / 57.64243°N 16.60828°Ö
- Strömsnäsgöl, sjö i Vimmerby kommun och Småland 57°49′24″N 15°57′57″Ö / 57.82346°N 15.96574°Ö
- Stutgöl, sjö i Västerviks kommun och Småland 58°02′00″N 16°09′32″Ö / 58.03335°N 16.15880°Ö
- Stålarpagöl, sjö i Vetlanda kommun och Småland 57°18′50″N 15°21′56″Ö / 57.31386°N 15.36562°Ö
- Ståltorpsgöl, sjö i Åtvidabergs kommun och Småland 58°09′25″N 16°19′01″Ö / 58.15681°N 16.31696°Ö
- Svanagöl, sjö i Vetlanda kommun och Småland 57°13′21″N 14°57′26″Ö / 57.22251°N 14.95716°Ö
- Svanegöl, sjö i Uppvidinge kommun och Småland 57°11′09″N 15°17′01″Ö / 57.18586°N 15.28363°Ö
- Svansångsgöl, sjö i Uppvidinge kommun och Småland 57°03′07″N 15°37′36″Ö / 57.05185°N 15.62677°Ö
- Svarta Göl (Bergunda socken, Småland), sjö i Växjö kommun och Småland 56°49′16″N 14°45′13″Ö / 56.82116°N 14.75352°Ö
- Svarta Göl (Hälleberga socken, Småland), sjö i Nybro kommun och Småland 56°50′36″N 15°40′48″Ö / 56.84340°N 15.68004°Ö
- Svarta Göl (Skirö socken, Småland), sjö i Vetlanda kommun och Småland 57°22′17″N 15°25′45″Ö / 57.37127°N 15.42909°Ö
- Svartegöl (Barnarps socken, Småland), sjö i Jönköpings kommun och Småland 57°38′28″N 14°09′10″Ö / 57.64117°N 14.15266°Ö
- Svartegöl (Bergs socken, Småland), sjö i Växjö kommun och Småland 57°08′27″N 14°38′21″Ö / 57.14093°N 14.63923°Ö
- Svartegöl (Fryele socken, Småland), sjö i Värnamo kommun och Småland 57°14′29″N 14°08′51″Ö / 57.24128°N 14.14742°Ö
- Svartegöl (Hälleberga socken, Småland), sjö i Nybro kommun och Småland 56°54′40″N 15°32′20″Ö / 56.91116°N 15.53880°Ö
- Svartegöl (Kråksmåla socken, Småland), sjö i Nybro kommun och Småland 56°57′14″N 15°58′40″Ö / 56.95398°N 15.97779°Ö
- Svartegöl (Kävsjö socken, Småland), sjö i Gnosjö kommun och Småland 57°19′37″N 13°57′53″Ö / 57.32702°N 13.96473°Ö
- Svartegöl (Lenhovda socken, Småland), sjö i Uppvidinge kommun och Småland 56°53′35″N 15°27′22″Ö / 56.89317°N 15.45623°Ö
- Svartegöl (Nottebäcks socken, Småland), sjö i Uppvidinge kommun och Småland 57°11′14″N 15°12′20″Ö / 57.18730°N 15.20555°Ö
- Svartegöl (Näshults socken, Småland), sjö i Vetlanda kommun och Småland 57°16′26″N 15°27′06″Ö / 57.27381°N 15.45180°Ö
- Svartegöl (Ramkvilla socken, Småland), sjö i Vetlanda kommun och Småland 57°11′50″N 14°52′53″Ö / 57.19719°N 14.88131°Ö
- Svartegöl (Stenberga socken, Småland), sjö i Vetlanda kommun och Småland 57°17′29″N 15°25′15″Ö / 57.29141°N 15.42078°Ö
- Svartegöl (Södra Solberga socken, Småland), sjö i Vetlanda kommun och Småland 57°11′44″N 15°07′56″Ö / 57.19546°N 15.13214°Ö
- Svartegöl (Valdshults socken, Småland), sjö i Gislaveds kommun och Småland 57°31′36″N 13°44′09″Ö / 57.52680°N 13.73596°Ö
- Svartegöl (Virserums socken, Småland), sjö i Hultsfreds kommun och Småland 57°16′18″N 15°35′20″Ö / 57.27170°N 15.58890°Ö
- Svartegöl (Vissefjärda socken, Småland), sjö i Emmaboda kommun och Småland 56°31′38″N 15°32′15″Ö / 56.52716°N 15.53745°Ö
- Svartegöl (Älghults socken, Småland, 631188-149913), sjö i Uppvidinge kommun och Småland 56°56′01″N 15°47′27″Ö / 56.93353°N 15.79094°Ö
- Svartegöl (Älghults socken, Småland, 632145-147991), sjö i Uppvidinge kommun och Småland 57°01′09″N 15°28′28″Ö / 57.01903°N 15.47448°Ö
- Svartegöl (Åseda socken, Småland), sjö i Uppvidinge kommun och Småland 57°10′48″N 15°25′46″Ö / 57.18009°N 15.42939°Ö
- Svartgöl (Anderstorps socken, Småland), sjö i Gislaveds kommun och Småland 57°20′26″N 13°39′50″Ö / 57.34058°N 13.66389°Ö
- Svartgöl (Dalhems socken, Småland), sjö i Västerviks kommun och Småland 58°01′20″N 16°00′35″Ö / 58.02209°N 16.00978°Ö
- Svartgöl (Fliseryds socken, Småland), sjö i Mönsterås kommun och Småland 57°13′30″N 16°18′00″Ö / 57.22512°N 16.29988°Ö
- Svartgöl (Gladhammars socken, Småland), sjö i Västerviks kommun och Småland 57°39′55″N 16°25′10″Ö / 57.66540°N 16.41945°Ö
- Svartgöl (Hallingebergs socken, Småland), sjö i Västerviks kommun och Småland 57°50′46″N 16°21′09″Ö / 57.84618°N 16.35247°Ö
- Svartgöl (Hannäs socken, Småland, 644909-152727), sjö i Åtvidabergs kommun och Småland 58°09′53″N 16°16′07″Ö / 58.16471°N 16.26849°Ö
- Svartgöl (Hannäs socken, Småland, 645045-152930), sjö i Åtvidabergs kommun och Småland 58°10′36″N 16°18′11″Ö / 58.17679°N 16.30314°Ö
- Svartgöl (Hjorteds socken, Småland, 637919-152980), sjö i Västerviks kommun och Småland 57°32′13″N 16°18′10″Ö / 57.53697°N 16.30275°Ö
- Svartgöl (Hjorteds socken, Småland, 638585-153179), sjö i Västerviks kommun och Småland 57°35′48″N 16°20′13″Ö / 57.59663°N 16.33685°Ö
- Svartgöl (Hjorteds socken, Småland, 638877-152828), sjö i Västerviks kommun och Småland 57°37′23″N 16°16′43″Ö / 57.62308°N 16.27849°Ö
- Svartgöl (Kristdala socken, Småland), sjö i Oskarshamns kommun och Småland 57°20′57″N 16°14′15″Ö / 57.34909°N 16.23743°Ö
- Svartgöl (Långasjö socken, Småland, 626586-147497), sjö i Emmaboda kommun och Småland 56°31′11″N 15°23′55″Ö / 56.51960°N 15.39860°Ö
- Svartgöl (Långasjö socken, Småland, 627762-147604), sjö i Emmaboda kommun och Småland 56°37′31″N 15°24′54″Ö / 56.62526°N 15.41489°Ö
- Svartgöl (Målilla socken, Småland), sjö i Hultsfreds kommun och Småland 57°27′26″N 15°46′29″Ö / 57.45713°N 15.77473°Ö
- Svartgöl (Odensvi socken, Småland), sjö i Västerviks kommun och Småland 57°52′51″N 16°04′33″Ö / 57.88074°N 16.07572°Ö
- Svartgöl (Rumskulla socken, Småland), sjö i Vimmerby kommun och Småland 57°42′22″N 15°36′49″Ö / 57.70606°N 15.61365°Ö
- Svartgöl (Sankt Sigfrids socken, Småland), sjö i Nybro kommun och Småland 56°40′51″N 15°58′46″Ö / 56.68080°N 15.97932°Ö
- Svartgöl (Ukna socken, Småland, 643731-153084), sjö i Västerviks kommun och Småland 58°03′31″N 16°19′39″Ö / 58.05872°N 16.32759°Ö
- Svartgöl (Ukna socken, Småland, 644243-153685), sjö i Västerviks kommun och Småland 58°06′15″N 16°25′49″Ö / 58.10423°N 16.43019°Ö
- Svartgöl (Ukna socken, Småland, 644260-154327), sjö i Västerviks kommun och Småland 58°06′19″N 16°32′21″Ö / 58.10518°N 16.53909°Ö
- Svartgöl (Vissefjärda socken, Småland, 627221-148273), sjö i Emmaboda kommun och Småland 56°34′37″N 15°31′27″Ö / 56.57697°N 15.52424°Ö
- Svartgöl (Vissefjärda socken, Småland, 627868-148971), sjö i Emmaboda kommun och Småland 56°38′07″N 15°38′15″Ö / 56.63528°N 15.63755°Ö
- Svartgöl (Överums socken, Småland), sjö i Västerviks kommun och Småland 58°01′05″N 16°20′25″Ö / 58.01799°N 16.34036°Ö
- Svensgöl (Hallingebergs socken, Småland), sjö i Västerviks kommun och Småland 57°49′46″N 16°19′13″Ö / 57.82943°N 16.32040°Ö
- Svensgöl (Älghults socken, Småland), sjö i Uppvidinge kommun och Småland 56°58′18″N 15°43′39″Ö / 56.97158°N 15.72746°Ö
- Svinegöl, sjö i Hultsfreds kommun och Småland 57°20′08″N 15°56′03″Ö / 57.33558°N 15.93407°Ö
- Svinnebogöl, sjö i Åtvidabergs kommun och Småland 58°13′28″N 16°26′06″Ö / 58.22434°N 16.43501°Ö
- Svältegöl, sjö i Vaggeryds kommun och Småland 57°21′16″N 14°14′32″Ö / 57.35448°N 14.24234°Ö
- Svångegöl, sjö i Lessebo kommun och Småland 56°53′00″N 15°26′10″Ö / 56.88342°N 15.43615°Ö
- Säckagöl, sjö i Uppvidinge kommun och Småland 57°10′59″N 15°22′33″Ö / 57.18297°N 15.37578°Ö
- Sängelsgöl, sjö i Högsby kommun och Småland 57°13′45″N 15°52′36″Ö / 57.22922°N 15.87658°Ö
- Sättersgöl, sjö i Åtvidabergs kommun och Småland 58°12′37″N 16°08′12″Ö / 58.21028°N 16.13673°Ö
- Sävegöl (Kråksmåla socken, Småland), sjö i Nybro kommun och Småland 56°59′30″N 15°52′59″Ö / 56.99179°N 15.88304°Ö
- Sävegöl (Stenberga socken, Småland), sjö i Vetlanda kommun och Småland 57°16′38″N 15°27′23″Ö / 57.27715°N 15.45625°Ö
- Sävegöl (Älghults socken, Småland), sjö i Uppvidinge kommun och Småland 57°03′42″N 15°25′23″Ö / 57.06154°N 15.42317°Ö
- Såckagöl, sjö i Tranås kommun och Småland 58°01′04″N 14°53′23″Ö / 58.01779°N 14.88984°Ö
- Södergöl (Barkeryds socken, Småland), sjö i Nässjö kommun och Småland 57°42′51″N 14°32′47″Ö / 57.71422°N 14.54635°Ö
- Södergöl (Järsnäs socken, Småland), sjö i Jönköpings kommun och Småland 57°47′46″N 14°37′13″Ö / 57.79602°N 14.62018°Ö
- Södergöl (Södra Unnaryds socken, Småland), sjö i Hylte kommun och Småland 56°58′31″N 13°30′56″Ö / 56.97524°N 13.51550°Ö
- Södra Göl (Härlövs socken, Småland), sjö i Alvesta kommun och Småland 56°56′18″N 14°38′24″Ö / 56.93824°N 14.63999°Ö
- Södra Göl (Älghults socken, Småland), sjö i Uppvidinge kommun och Småland 57°02′05″N 15°43′06″Ö / 57.03471°N 15.71826°Ö
- Södragöl, sjö i Alvesta kommun och Småland 57°00′43″N 14°22′57″Ö / 57.01192°N 14.38252°Ö
- Södregöl (Alseda socken, Småland), sjö i Vetlanda kommun och Småland 57°27′49″N 15°15′24″Ö / 57.46366°N 15.25668°Ö
- Södregöl (Långasjö socken, Småland), sjö i Emmaboda kommun och Småland 56°32′24″N 15°24′08″Ö / 56.54008°N 15.40228°Ö
- Södregöl (Slätthögs socken, Småland), sjö i Alvesta kommun och Småland 57°03′00″N 14°27′44″Ö / 57.04998°N 14.46214°Ö
- Södregöl (Älmeboda socken, Småland), sjö i Tingsryds kommun och Småland 56°32′51″N 15°16′47″Ö / 56.54744°N 15.27962°Ö
- Söre göl, sjö i Tingsryds kommun och Småland 56°27′11″N 14°52′47″Ö / 56.45295°N 14.87969°Ö
- Söregöl (Asa socken, Småland), sjö i Växjö kommun och Småland 57°08′52″N 14°53′18″Ö / 57.14785°N 14.88833°Ö
- Söregöl (Blackstads socken, Småland), sjö i Västerviks kommun och Småland 57°44′54″N 16°15′37″Ö / 57.74823°N 16.26030°Ö
- Tallångsgöl, sjö i Hultsfreds kommun och Småland 57°20′02″N 16°01′26″Ö / 57.33393°N 16.02389°Ö
- Taskegöl, sjö i Nybro kommun och Småland 56°51′57″N 15°43′19″Ö / 56.86589°N 15.72194°Ö
- Tensjögöl, sjö i Hultsfreds kommun och Småland 57°23′39″N 15°58′05″Ö / 57.39417°N 15.96803°Ö
- Tiagöl, sjö i Lessebo kommun och Småland 56°49′33″N 15°28′56″Ö / 56.82571°N 15.48225°Ö
- Tingsgöl, sjö i Hultsfreds kommun och Småland 57°32′54″N 15°55′15″Ö / 57.54822°N 15.92078°Ö
- Tingstadgöl, sjö i Västerviks kommun och Småland 58°03′38″N 16°08′32″Ö / 58.06060°N 16.14212°Ö
- Tjärgöl, sjö i Västerviks kommun och Småland 57°36′50″N 16°19′43″Ö / 57.61400°N 16.32873°Ö
- Toegöl, sjö i Högsby kommun och Småland 57°07′27″N 15°43′50″Ö / 57.12424°N 15.73060°Ö
- Toftagöl, sjö i Tingsryds kommun och Småland 56°34′51″N 14°40′09″Ö / 56.58089°N 14.66924°Ö
- Togöl (Frödinge socken, Småland), sjö i Vimmerby kommun och Småland 57°42′32″N 15°59′24″Ö / 57.70895°N 15.99007°Ö
- Togöl (Fågelfors socken, Småland), sjö i Högsby kommun och Småland 57°14′40″N 15°51′43″Ö / 57.24440°N 15.86187°Ö
- Togöl (Näshults socken, Småland), sjö i Vetlanda kommun och Småland 57°14′44″N 15°30′11″Ö / 57.24548°N 15.50293°Ö
- Togöl (Vena socken, Småland, 637551-151066), sjö i Hultsfreds kommun och Småland 57°30′17″N 15°58′59″Ö / 57.50478°N 15.98303°Ö
- Togöl (Vena socken, Småland, 637889-150477), sjö i Hultsfreds kommun och Småland 57°32′07″N 15°53′05″Ö / 57.53523°N 15.88485°Ö
- Tokagöl, sjö i Tingsryds kommun och Småland 56°28′08″N 15°20′19″Ö / 56.46882°N 15.33863°Ö
- Tokgöl, sjö i Västerviks kommun och Småland 58°00′19″N 16°31′25″Ö / 58.00515°N 16.52369°Ö
- Toppegöl, sjö i Tranås kommun och Småland 58°03′58″N 14°36′48″Ö / 58.06605°N 14.61327°Ö
- Toppersgöl, sjö i Nybro kommun och Småland 56°57′18″N 16°08′50″Ö / 56.95498°N 16.14724°Ö
- Toragöl, sjö i Lessebo kommun och Småland 56°46′04″N 15°18′09″Ö / 56.76773°N 15.30237°Ö
- Toregöl (Fågelfors socken, Småland), sjö i Högsby kommun och Småland 57°08′40″N 15°51′09″Ö / 57.14437°N 15.85263°Ö
- Toregöl (Högsby socken, Småland, 633253-151109), sjö i Högsby kommun och Småland 57°07′08″N 15°59′18″Ö / 57.11884°N 15.98829°Ö
- Toregöl (Högsby socken, Småland, 633617-151901), sjö i Högsby kommun och Småland 57°09′05″N 16°07′09″Ö / 57.15126°N 16.11930°Ö
- Toregöl (Lemnhults socken, Småland), sjö i Vetlanda kommun och Småland 57°16′44″N 15°14′00″Ö / 57.27884°N 15.23324°Ö
- Toregöl (Rumskulla socken, Småland), sjö i Vimmerby kommun och Småland 57°38′41″N 15°35′20″Ö / 57.64470°N 15.58886°Ö
- Torgöl (Gärdserums socken, Småland), sjö i Åtvidabergs kommun och Småland 58°05′34″N 16°09′25″Ö / 58.09288°N 16.15701°Ö
- Torgöl (Mönsterås socken, Småland), sjö i Mönsterås kommun och Småland 57°05′54″N 16°23′58″Ö / 57.09835°N 16.39933°Ö
- Torngöl, sjö i Västerviks kommun och Småland 58°05′56″N 16°16′30″Ö / 58.09888°N 16.27510°Ö
- Torpagöl (Dänningelanda socken, Småland), sjö i Växjö kommun och Småland 56°49′11″N 14°47′50″Ö / 56.81963°N 14.79729°Ö
- Torpagöl (Åseda socken, Småland), sjö i Uppvidinge kommun och Småland 57°11′06″N 15°18′52″Ö / 57.18508°N 15.31457°Ö
- Torpgöl (Hjorteds socken, Småland), sjö i Västerviks kommun och Småland 57°41′33″N 16°12′59″Ö / 57.69262°N 16.21652°Ö
- Torpgöl (Ukna socken, Småland), sjö i Västerviks kommun och Småland 58°06′28″N 16°19′50″Ö / 58.10791°N 16.33051°Ö
- Torra Göl, sjö i Oskarshamns kommun och Småland 57°14′55″N 16°21′12″Ö / 57.24861°N 16.35337°Ö
- Torregöl (Algutsboda socken, Småland), sjö i Emmaboda kommun och Småland 56°45′54″N 15°31′19″Ö / 56.76501°N 15.52202°Ö
- Torregöl (Ekeberga socken, Småland), sjö i Lessebo kommun och Småland 56°50′48″N 15°27′20″Ö / 56.84665°N 15.45569°Ö
- Torregöl (Kristdala socken, Småland), sjö i Oskarshamns kommun och Småland 57°25′02″N 16°08′29″Ö / 57.41727°N 16.14137°Ö
- Torregöl (Kråksmåla socken, Småland), sjö i Nybro kommun och Småland 57°00′34″N 15°52′45″Ö / 57.00957°N 15.87929°Ö
- Torregöl (Nottebäcks socken, Småland), sjö i Uppvidinge kommun och Småland 57°10′38″N 15°07′18″Ö / 57.17726°N 15.12172°Ö
- Torregöl (Urshults socken, Småland), sjö i Tingsryds kommun och Småland 56°28′35″N 14°51′17″Ö / 56.47630°N 14.85478°Ö
- Torregöl (Vena socken, Småland), sjö i Hultsfreds kommun och Småland 57°25′31″N 16°03′54″Ö / 57.42526°N 16.06488°Ö
- Torregöl (Vissefjärda socken, Småland), sjö i Emmaboda kommun och Småland 56°29′58″N 15°27′00″Ö / 56.49937°N 15.45013°Ö
- Torrmossegöl, sjö i Tingsryds kommun och Småland 56°27′45″N 15°02′20″Ö / 56.46257°N 15.03876°Ö
- Torsagöl, sjö i Uppvidinge kommun och Småland 56°55′10″N 15°47′59″Ö / 56.91935°N 15.79965°Ö
- Torse göl, sjö i Tingsryds kommun och Småland 56°33′51″N 15°20′33″Ö / 56.56421°N 15.34249°Ö
- Torskegöl, sjö i Nybro kommun och Småland 57°01′12″N 15°54′39″Ö / 57.01988°N 15.91076°Ö
- Trasslagöl, sjö i Emmaboda kommun och Småland 56°32′38″N 15°31′15″Ö / 56.54400°N 15.52075°Ö
- Trehörnagöl, sjö i Uppvidinge kommun och Småland 57°11′46″N 15°12′24″Ö / 57.19611°N 15.20673°Ö
- Trehörningsgöl (Slätthögs socken, Småland), sjö i Alvesta kommun och Småland 57°07′02″N 14°24′32″Ö / 57.11711°N 14.40887°Ö
- Trehörningsgöl (Tveta socken, Småland), sjö i Hultsfreds kommun och Småland 57°18′26″N 15°44′45″Ö / 57.30725°N 15.74582°Ö
- Trehörningsgöl (Vislanda socken, Småland), sjö i Alvesta kommun och Småland 56°49′44″N 14°19′16″Ö / 56.82888°N 14.32100°Ö
- Trehörnsgöl, sjö i Västerviks kommun och Småland 58°06′55″N 16°19′11″Ö / 58.11532°N 16.31959°Ö
- Trinnegöl, sjö i Gislaveds kommun och Småland 57°14′38″N 13°17′36″Ö / 57.24398°N 13.29339°Ö
- Trollagöl (Madesjö socken, Småland), sjö i Nybro kommun och Småland 56°52′36″N 15°51′09″Ö / 56.87659°N 15.85263°Ö
- Trollagöl (Vissefjärda socken, Småland, 626482-148393), sjö i Emmaboda kommun och Småland 56°30′38″N 15°32′39″Ö / 56.51065°N 15.54423°Ö
- Trollagöl (Vissefjärda socken, Småland, 626515-148691), sjö i Emmaboda kommun och Småland 56°30′49″N 15°35′33″Ö / 56.51370°N 15.59261°Ö
- Trollagöl (Älghults socken, Småland), sjö i Uppvidinge kommun och Småland 56°58′41″N 15°31′52″Ö / 56.97813°N 15.53109°Ö
- Trollsgöl, sjö i Nässjö kommun och Småland 57°40′18″N 14°29′38″Ö / 57.67157°N 14.49386°Ö
- Trulsgöl, sjö i Nybro kommun och Småland 56°59′05″N 15°57′31″Ö / 56.98463°N 15.95852°Ö
- Tryllsgöl, sjö i Växjö kommun och Småland 56°53′29″N 15°08′13″Ö / 56.89151°N 15.13696°Ö
- Tryngöl, sjö i Västerviks kommun och Småland 58°02′01″N 16°09′18″Ö / 58.03363°N 16.15508°Ö
- Trägöl, sjö i Uppvidinge kommun och Småland 57°06′11″N 15°22′33″Ö / 57.10305°N 15.37572°Ö
- Träskegöl, sjö i Vimmerby kommun och Småland 57°41′07″N 15°36′34″Ö / 57.68541°N 15.60957°Ö
- Tubbagöl, sjö i Växjö kommun och Småland 56°56′41″N 15°07′12″Ö / 56.94485°N 15.11990°Ö
- Tummagöl, sjö i Vetlanda kommun och Småland 57°08′27″N 14°55′01″Ö / 57.14096°N 14.91707°Ö
- Tummegöl, sjö i Växjö kommun och Småland 56°56′22″N 15°02′20″Ö / 56.93935°N 15.03901°Ö
- Tunkabogöl, sjö i Alvesta kommun och Småland 57°08′29″N 14°28′13″Ö / 57.14140°N 14.47039°Ö
- Tutegöl, sjö i Vimmerby kommun och Småland 57°43′47″N 15°28′55″Ö / 57.72977°N 15.48193°Ö
- Tuttebogöl, sjö i Eksjö kommun och Småland 57°37′14″N 15°15′19″Ö / 57.62061°N 15.25531°Ö
- Tuttegöl, sjö i Lessebo kommun och Småland 56°52′54″N 15°24′30″Ö / 56.88154°N 15.40845°Ö
- Tuvegöl, sjö i Nybro kommun och Småland 56°54′59″N 15°32′23″Ö / 56.91646°N 15.53975°Ö
- Tvättegöl, sjö i Vetlanda kommun och Småland 57°20′44″N 15°11′47″Ö / 57.34557°N 15.19649°Ö
- Tvättgöl, sjö i Vaggeryds kommun och Småland 57°30′18″N 14°21′45″Ö / 57.50490°N 14.36254°Ö
- Tyftingemarsgöl, sjö i Västerviks kommun och Småland 57°40′46″N 16°34′32″Ö / 57.67936°N 16.57557°Ö
- Tyllingsgöl, sjö i Västerviks kommun och Småland 58°03′37″N 16°16′15″Ö / 58.06038°N 16.27086°Ö
- Tyresbogöl, sjö i Vimmerby kommun och Småland 57°41′13″N 15°28′29″Ö / 57.68701°N 15.47460°Ö
- Tälla göl, sjö i Växjö kommun och Småland 56°50′59″N 15°09′15″Ö / 56.84984°N 15.15410°Ö
- Tävlingsgöl, sjö i Västerviks kommun och Småland 58°01′57″N 16°16′35″Ö / 58.03243°N 16.27643°Ö
- Tångagöl, sjö i Sävsjö kommun och Småland 57°12′29″N 14°27′47″Ö / 57.20814°N 14.46302°Ö
- Tångegöl, sjö i Hultsfreds kommun och Småland 57°15′57″N 15°35′26″Ö / 57.26596°N 15.59043°Ö
- Töreskullagöl, sjö i Värnamo kommun och Småland 57°14′41″N 13°42′23″Ö / 57.24483°N 13.70640°Ö
- Törestorps göl, sjö i Gnosjö kommun och Småland 57°17′33″N 13°49′56″Ö / 57.29249°N 13.83209°Ö
- Törnegöl (Näshults socken, Småland), sjö i Vetlanda kommun och Småland 57°13′58″N 15°30′48″Ö / 57.23267°N 15.51346°Ö
- Törnegöl (Ukna socken, Småland), sjö i Västerviks kommun och Småland 58°02′40″N 16°18′51″Ö / 58.04441°N 16.31417°Ö
- Törngöl, sjö i Emmaboda kommun och Småland 56°35′17″N 15°31′33″Ö / 56.58802°N 15.52595°Ö
- Uddagöl, sjö i Tingsryds kommun och Småland 56°35′21″N 15°18′29″Ö / 56.58922°N 15.30801°Ö
- Uddebogöl, sjö i Vaggeryds kommun och Småland 57°30′18″N 14°02′05″Ö / 57.50513°N 14.03469°Ö
- Uddevallagöl, sjö i Vimmerby kommun och Småland 57°46′21″N 16°06′57″Ö / 57.77255°N 16.11575°Ö
- Ugglerydsgöl, sjö i Sävsjö kommun och Småland 57°10′56″N 14°30′51″Ö / 57.18236°N 14.51423°Ö
- Uvagöl, sjö i Högsby kommun och Småland 57°05′22″N 15°51′41″Ö / 57.08950°N 15.86131°Ö
- Vassgöl (Hjorteds socken, Småland, 638470-153033), sjö i Västerviks kommun och Småland 57°35′11″N 16°18′44″Ö / 57.58641°N 16.31229°Ö
- Vassgöl (Hjorteds socken, Småland, 639520-152800), sjö i Västerviks kommun och Småland 57°40′51″N 16°16′28″Ö / 57.68083°N 16.27455°Ö
- Vena göl, sjö i Hultsfreds kommun och Småland 57°30′36″N 15°57′17″Ö / 57.50993°N 15.95486°Ö
- Venegöl, sjö i Högsby kommun och Småland 57°12′39″N 15°47′08″Ö / 57.21092°N 15.78553°Ö
- Vibergsgöl, sjö i Västerviks kommun och Småland 58°01′28″N 16°10′00″Ö / 58.02435°N 16.16666°Ö
- Villgöl, sjö i Västerviks kommun och Småland 57°33′05″N 16°27′15″Ö / 57.55146°N 16.45428°Ö
- Vindkullegöl, sjö i Västerviks kommun och Småland 57°57′51″N 16°13′06″Ö / 57.96404°N 16.21826°Ö
- Visgöl, sjö i Vimmerby kommun och Småland 57°49′27″N 16°06′08″Ö / 57.82403°N 16.10223°Ö
- Visselbergs göl, sjö i Ljungby kommun och Småland 56°52′01″N 13°24′52″Ö / 56.86681°N 13.41437°Ö
- Vitegöl, sjö i Uppvidinge kommun och Småland 57°04′37″N 15°14′49″Ö / 57.07695°N 15.24707°Ö
- Vitgöl, sjö i Lessebo kommun och Småland 56°49′37″N 15°25′12″Ö / 56.82706°N 15.42000°Ö
- Vittgöl, sjö i Lessebo kommun och Småland 56°49′35″N 15°17′20″Ö / 56.82641°N 15.28897°Ö
- Vrengöl, sjö i Gislaveds kommun och Småland 57°25′39″N 13°32′14″Ö / 57.42746°N 13.53726°Ö
- Vrågöl, sjö i Vimmerby kommun och Småland 57°48′36″N 16°01′46″Ö / 57.81008°N 16.02944°Ö
- Vrånga göl, sjö i Mönsterås kommun och Småland 57°10′44″N 16°18′37″Ö / 57.17884°N 16.31034°Ö
- Vrångegöl, sjö i Hultsfreds kommun och Småland 57°20′39″N 15°39′27″Ö / 57.34418°N 15.65757°Ö
- Vrångsgöl, sjö i Uppvidinge kommun och Småland 57°01′45″N 15°43′14″Ö / 57.02914°N 15.72058°Ö
- Väggöl, sjö i Vetlanda kommun och Småland 57°14′59″N 15°29′57″Ö / 57.24969°N 15.49925°Ö
- Vällingsgöl, sjö i Västerviks kommun och Småland 57°41′28″N 16°28′54″Ö / 57.69121°N 16.48176°Ö
- Värgöl, sjö i Uppvidinge kommun och Småland 57°11′00″N 15°07′33″Ö / 57.18330°N 15.12574°Ö
- Väsegöl, sjö i Gnosjö kommun och Småland 57°14′50″N 13°44′51″Ö / 57.24721°N 13.74752°Ö
- Västergöl, sjö i Vimmerby kommun och Småland 57°50′21″N 16°06′02″Ö / 57.83911°N 16.10050°Ö
- Västers Göl, sjö i Uppvidinge kommun och Småland 56°55′01″N 15°13′07″Ö / 56.91689°N 15.21860°Ö
- Västra Göl, sjö i Sävsjö kommun och Småland 57°14′34″N 14°39′55″Ö / 57.24291°N 14.66517°Ö
- Våmgöl, sjö i Västerviks kommun och Småland 57°38′13″N 16°12′19″Ö / 57.63689°N 16.20517°Ö
- Yttre Hummelsgöl, sjö i Nybro kommun och Småland 57°01′46″N 15°58′45″Ö / 57.02941°N 15.97929°Ö
- Yttregöl, sjö i Gnosjö kommun och Småland 57°17′49″N 13°45′50″Ö / 57.29688°N 13.76399°Ö
- Yxgöl, sjö i Västerviks kommun och Småland 57°41′10″N 16°29′42″Ö / 57.68611°N 16.49507°Ö
- Yxnegöl, sjö i Oskarshamns kommun och Småland 57°23′42″N 16°03′16″Ö / 57.39511°N 16.05452°Ö
- Äddebo göl, sjö i Vaggeryds kommun och Småland 57°25′27″N 14°00′29″Ö / 57.42419°N 14.00813°Ö
- Ägegöl, sjö i Vimmerby kommun och Småland 57°34′34″N 15°52′39″Ö / 57.57609°N 15.87758°Ö
- Äggöl, sjö i Västerviks kommun och Småland 58°01′15″N 16°18′25″Ö / 58.02073°N 16.30707°Ö
- Ägöl (Djursdala socken, Småland), sjö i Vimmerby kommun och Småland 57°44′53″N 15°55′50″Ö / 57.74817°N 15.93065°Ö
- Ägöl (Odensvi socken, Småland), sjö i Västerviks kommun och Småland 57°56′54″N 16°03′21″Ö / 57.94821°N 16.05597°Ö
- Äktegöl, sjö i Västerviks kommun och Småland 57°37′16″N 16°26′31″Ö / 57.62102°N 16.44196°Ö
- Älegöl, sjö i Vimmerby kommun och Småland 57°38′10″N 15°56′09″Ö / 57.63620°N 15.93596°Ö
- Älggöl, sjö i Oskarshamns kommun och Småland 57°22′59″N 16°15′09″Ö / 57.38298°N 16.25246°Ö
- Älghultagöl, sjö i Hylte kommun och Småland 57°02′31″N 13°27′16″Ö / 57.04202°N 13.45453°Ö
- Älgåsa göl, sjö i Jönköpings kommun och Småland 57°44′35″N 13°46′42″Ö / 57.74304°N 13.77820°Ö
- Älmtegöl, sjö i Hultsfreds kommun och Småland 57°14′37″N 15°47′05″Ö / 57.24360°N 15.78468°Ö
- Älmåsa göl, sjö i Vaggeryds kommun och Småland 57°26′04″N 13°54′49″Ö / 57.43448°N 13.91354°Ö
- Älsegöl, sjö i Uppvidinge kommun och Småland 57°10′25″N 15°25′23″Ö / 57.17352°N 15.42300°Ö
- Änga göl, sjö i Växjö kommun och Småland 57°12′02″N 14°49′50″Ö / 57.20048°N 14.83060°Ö
- Ängagöl (Fagerhults socken, Småland), sjö i Högsby kommun och Småland 57°12′29″N 15°39′01″Ö / 57.20795°N 15.65017°Ö
- Ängagöl (Hults socken, Småland), sjö i Eksjö kommun och Småland 57°36′33″N 15°09′30″Ö / 57.60919°N 15.15846°Ö
- Ängelsgöl, sjö i Oskarshamns kommun och Småland 57°21′13″N 16°27′23″Ö / 57.35372°N 16.45644°Ö
- Äsgöl (Hjorteds socken, Småland), sjö i Västerviks kommun och Småland 57°36′39″N 16°27′02″Ö / 57.61092°N 16.45049°Ö
- Äsgöl (Virserums socken, Småland), sjö i Hultsfreds kommun och Småland 57°16′04″N 15°34′41″Ö / 57.26773°N 15.57799°Ö
- Äspegöl, sjö i Jönköpings kommun och Småland 57°32′38″N 14°18′37″Ö / 57.54399°N 14.31022°Ö
- Äspenäs göl, sjö i Växjö kommun och Småland 57°08′26″N 14°40′48″Ö / 57.14067°N 14.67988°Ö
- Ävjegöl, sjö i Hultsfreds kommun och Småland 57°17′20″N 15°46′28″Ö / 57.28895°N 15.77454°Ö
- Ågöl (Målilla socken, Småland), sjö i Hultsfreds kommun och Småland 57°24′45″N 15°48′24″Ö / 57.41251°N 15.80671°Ö
- Ågöl (Oskars socken, Småland), sjö i Nybro kommun och Småland 56°36′42″N 15°52′20″Ö / 56.61176°N 15.87233°Ö
- Åkamåla göl, sjö i Uppvidinge kommun och Småland 56°52′21″N 15°11′18″Ö / 56.87256°N 15.18830°Ö
- Åkergöl, sjö i Västerviks kommun och Småland 57°34′49″N 16°26′01″Ö / 57.58021°N 16.43373°Ö
- Åkerhultagöl, sjö i Nässjö kommun och Småland 57°29′18″N 14°27′35″Ö / 57.48829°N 14.45975°Ö
- Åkragöl, sjö i Uppvidinge kommun och Småland 57°10′15″N 15°19′57″Ö / 57.17096°N 15.33244°Ö
- Ålegöl (Fågelfors socken, Småland), sjö i Högsby kommun och Småland 57°13′01″N 15°49′30″Ö / 57.21693°N 15.82508°Ö
- Ålegöl (Målilla socken, Småland), sjö i Hultsfreds kommun och Småland 57°26′53″N 15°48′56″Ö / 57.44815°N 15.81554°Ö
- Ålgöl (Hjorteds socken, Småland), sjö i Västerviks kommun och Småland 57°34′38″N 16°21′37″Ö / 57.57714°N 16.36030°Ö
- Ålgöl (Kristdala socken, Småland), sjö i Oskarshamns kommun och Småland 57°27′42″N 16°21′29″Ö / 57.46167°N 16.35805°Ö
- Ålgöl (Tryserums socken, Småland), sjö i Valdemarsviks kommun och Småland 58°08′28″N 16°31′13″Ö / 58.14111°N 16.52031°Ö
- Ålhultegöl, sjö i Västerviks kommun och Småland 58°01′49″N 16°11′39″Ö / 58.03038°N 16.19414°Ö
- Ålingagöl, sjö i Vetlanda kommun och Småland 57°26′04″N 15°28′34″Ö / 57.43443°N 15.47606°Ö
- Ånglegöl (Gårdveda socken, Småland), sjö i Hultsfreds kommun och Småland 57°22′02″N 15°39′33″Ö / 57.36725°N 15.65914°Ö
- Ånglegöl (Tveta socken, Småland), sjö i Hultsfreds kommun och Småland 57°18′25″N 15°47′06″Ö / 57.30682°N 15.78498°Ö
- Åsebogöl, sjö i Åtvidabergs kommun och Småland 58°10′38″N 16°06′08″Ö / 58.17724°N 16.10210°Ö
- Åsegöl (Döderhults socken, Småland), sjö i Oskarshamns kommun och Småland 57°18′55″N 16°27′51″Ö / 57.31516°N 16.46422°Ö
- Åsegöl (Hovmantorps socken, Småland), sjö i Lessebo kommun och Småland 56°48′13″N 15°16′34″Ö / 56.80364°N 15.27619°Ö
- Åsgöl (Algutsboda socken, Småland), sjö i Emmaboda kommun och Småland 56°44′13″N 15°35′49″Ö / 56.73696°N 15.59690°Ö
- Åsgöl (Älghults socken, Småland), sjö i Uppvidinge kommun och Småland 56°55′20″N 15°37′54″Ö / 56.92210°N 15.63166°Ö
- Öagöl, sjö i Växjö kommun och Småland 57°12′34″N 14°47′57″Ö / 57.20949°N 14.79925°Ö
- Ögöl, sjö i Västerviks kommun och Småland 57°33′35″N 16°22′46″Ö / 57.55963°N 16.37958°Ö
- Öjasjögöl, sjö i Högsby kommun och Småland 57°11′24″N 15°45′21″Ö / 57.18999°N 15.75593°Ö
- Öregöl, sjö i Vaggeryds kommun och Småland 57°28′15″N 13°58′28″Ö / 57.47086°N 13.97434°Ö
- Örsjö göl, sjö i Nybro kommun och Småland 56°40′49″N 15°44′21″Ö / 56.68028°N 15.73916°Ö
- Östergöl, sjö i Hultsfreds kommun och Småland 57°30′27″N 16°05′14″Ö / 57.50755°N 16.08715°Ö
- Östra göl, sjö i Sävsjö kommun och Småland 57°14′39″N 14°40′36″Ö / 57.24409°N 14.67656°Ö
- Östregöl, sjö i Gnosjö kommun och Småland 57°27′17″N 13°53′01″Ö / 57.45486°N 13.88350°Ö
- Övergöl, sjö i Åtvidabergs kommun och Småland 58°10′03″N 16°18′42″Ö / 58.16760°N 16.31168°Ö
- Övre Göl, sjö i Västerviks kommun och Småland 57°41′38″N 16°27′36″Ö / 57.69384°N 16.46001°Ö
- Övre Läppebogöl, sjö i Västerviks kommun och Småland 57°41′08″N 16°21′56″Ö / 57.68549°N 16.36564°Ö